# 山 (映画)
『山』（やま、The Mountain）は、1956年に公開されたアドベンチャードラマ映画。出演はスペンサー・トレイシー、ロバート・ワグナー、クレア・トレヴァー、リチャード・アーレン、ウィリアム・デマレスト、アンナ・カシュフィ。映画は1950年に起こったエア・インディア245便墜落事故に触発されたアンリ・トロワイヤが1952年に著したフランスの小説『La neige en deuil』を元にしている。日本では『壮絶！旅客機墜落現場』のタイトルでテレビ放映された。

## キャスト
| 役名       | 俳優                   | 日本語吹替                     |
| 役名       | 俳優                   | 東京12ch版                     |
| ---------- | ---------------------- | ------------------------------ |
| ザガリー   | スペンサー・トレイシー | 久米明                         |
| クリス     | ロバート・ワグナー     | 中田浩二                       |
| コロス     | リチャード・ギャリック | 矢田稔                         |
| ジョセフ   | ハリー・タウネス       | 嶋俊介                         |
| セルボ     | ステイシー・ハリス     | 矢田耕司                       |
| シモーヌ   | バーバラ・ダーロウ     | 花形恵子                       |
| マリー     | クレア・トレヴァー     | 寺島信子                       |
| リビエール | リチャード・アーレン   | 家弓家正                       |
| ソランジ   | E・G・マーシャル       | 緒方敏也                       |
| 神父       | ウィリアム・デマレスト | 千葉耕市                       |
|            |                        |                                |
| 演出       | 演出                   | 千葉哲也/宮坂計一              |
| 翻訳       | 翻訳                   | 額田やえ子                     |
| 効果       | 効果                   | 芦田公雄                       |
| 調整       |                        |                                |
| 制作       | 制作                   | 東北新社                       |
| 解説       | 解説                   | 芥川也寸志                     |
| 初回放送   | 初回放送               | 1970年3月19日 『木曜洋画劇場』 |